# Nancy Walker
Nancy Walker właśc. Anna Myrtle Smoyer (ur. 10 maja 1922 w Filadelfii zm. 25 marca 1992 w Studio City, Kalifornia) – amerykańska aktorka i reżyser.

## Życiorys
Walker była córką artysty wodewilowego Deweya Barto i Myrtle Lawler. Miała dwie młodsze siostry.
Zadebiutowała w roku 1937 biorąc udział w słuchowiskach radiowych stacji NBC Coast to Coast On A Bus and Our Barn. Karierę teatralną rozpoczęła na początku lat 40. na deskach Broadwayu. Pierwszy raz na dużym ekranie wystąpiła w roku 1943 grając u boku Judy Garland w filmie Zwariowana dziewczyna.
W ciągu trwającej pięćdziesiąt lat kariery wystąpiła w wielu filmach i serialach. W roku 1987 otrzymała nominację do nagrody Emmy za rolę w serialu Złotka. Była czterokrotnie nominowana do nagrody Złoty Glob, dwukrotnie do nagrody teatralnej Tony i ośmiokrotnie do nagrody Emmy. Ostatni raz na ekranie pojawiła się w roku 1991 w serialu True Colors.
Była dwukrotnie zamężna. Miała jedną córkę (z drugiego małżeństwa z Davidem Craigiem) – Mirandę (1953–2000).
Nancy Walker zmarła w wieku 70 lat na raka płuc. Jej prochy zostały rozsypane nad Wyspami Dziewiczymi.

## Filmografia
Filmy:
- 1943: Zwariowana dziewczyna jako Polly Williams
- 1944: Broadway Rhythm jako Trixie Simpson
- 1954: Szczęściara jako Flo Neely
- 1959: The World of Sholom Aleichem jako Letty
- 1962: The Tab Hunter Show  jako pani Parker
- 1964: The Danny Kaye Show  jako Sketch
- 1973: Czterdzieści karatów jako pani Margolin
- 1976: Zabity na śmierć jako Yetta
- 1975: Śmiertelny krzyk jako pani Jacobs
- 1977: Won Ton Ton – pies, który ocalił Hollywood jako panna Fromberg
- 1979: Ludzkie uczucia jako Bóg
- 1981: Muppety jako ona sama Seriale:
- 1955–1957: Playwrights '56 jako Letty Bern
- 1969–1971: Family Affair jako Emily Turner
- 1971–1976: McMillan i jego żona jako Mildred
- 1972–1974: Medical center jako pani Bainbridge
- 1974–1978: Rhoda jako Ida Morgenstern
- 1977: Statek miłości jako pani Waterhouse
- 1978–1984: Fantasy Island jako Mumsy
- 1982–1987: Fame jako Rachel
- 1985–1991: Złotka jako Angela
- 1990: Columbo jako ona sama
- 1990–1991: True Colors jako Sara Bower Reżyser:
- 1970–1977: Mary Tyler Moore
- 1974–1978: Rhoda
- 1975-1985: Alice
- 1980: Can’t Stop the Music